# A Tribute to Shonen Knife - Fork and Spoon
『A Tribute to Shonen Knife - Fork and Spoon』（ア・トリビュート・トゥー・ショーネン・ナイフ・フォーク・アンド・スプーン）は日本のガールズバンド、少年ナイフのトリビュート・アルバムである。
2006年6月16日にP-VINEよりリリースされた。

## 解説
結成25周年記念として作成された。バンドにゆかりのあるアーティストたちによるトリビュートアルバム。ジャケットのイラストはタラ・マクファーソンが担当。

## 収録曲
1. エルマー・エレベーター（Basement Tape）　/　甲本ヒロト
アルバム「山のアッちゃん」収録
2. ロケットにのって　/　bloodthirsty butchers
アルバム「PRETTY LITTLE BAKA GUY」収録
3. E.S.P.　/　BEAT CRUSADERS
2ndシングル
4. シークレット・ダンス　/　真島昌利
アルバム「山のアッちゃん」収録
5. コンクリート・アニマルズ　/　eastern youth
アルバム「Rock Animals」収録
6. Burning Farm　/　ズボンズ
アルバム「BURNING FARM」収録
7. Tortoise Brand Pot Cleaner's Theme　/　二階堂和美
アルバム「LET'S KNIFE」収録
8. ミラクルズ　/　MO'SOME TONEBENDER
アルバム「BURNING FARM」収録
9. Buddha's Face　/　DMBQ
アルバム「Brand New Knife」収録
10. エルマー・エレベーター　/　甲本ヒロト
アルバム「山のアッちゃん」収録
11. Insect Collector　/　山本精一
アルバム「山のアッちゃん」収録